# Dapanoptera fascipennis
Dapanoptera fascipennis là một loài ruồi trong họ Limoniidae. Chúng phân bố ở miền Australasia.